# Bonnœuvre

Bonnœuvre este o comună în departamentul Loire-Atlantique, Franța. În 2009 avea o populație de 560 de locuitori.